# Harry Waldo Warner
Harry Waldo Warner (Northampton, 4 de gener del 1874 - Londres 1 de juny del 1945) fou un músic anglès, notable solista de viola, i compositor.
Estudià a la Guildhall School of Music de Londres, on va ser alumne d'Orlando Morgan.
Formà part del famós "London String Quartet", des que es fundà el 1907 fins al 1928, i va ser conegut a les principals societats filharmòniques d'Europa. Entre les seves obres principals, quasi totes del gènere de cambra, hi figuren dos trios, cinc quartets de corda, una sonata per a viola i piano, dues suites per a orquestra, cors, cançons i dues operetes, tot això d'escriptura molt moderna i de gran efecte.

## Obres
Selecció
- Cupid's Market, opereta
- Folk song Fantasy, quartet
- Hampton Wick, tone poem, op. 38, guanyador de la Hollywood Bowl Competition de 1932
- Piano Trio in A minor, op. 22, guardonat amb l'Elizabeth Sprague Coolidge Prize, el 1921
- Piano Trio in D minor, premi W.W.Cobbet
- Quintet per a piano, segon premi ex aequo al concurs de música de cambra del 1928 de la Musical Fund Society de Philadelphia
- Suite in the olden style, op. 34
- The Royal vagrant, opereta[2]